# Nobi (Corée)
 (avril 2023).
Si vous disposez d'ouvrages ou d'articles de référence ou si vous connaissez des sites web de qualité traitant du thème abordé ici, merci de compléter l'article en donnant les références utiles à sa vérifiabilité et en les liant à la section « Notes et références ».
Nobi (노비) désigne en Corée la classe la plus basse de la population entre les IVe siècle et XIXe siècle. Soumis à des obligations de servitude, leur statut est proche de l'esclavage.